# AN/SPG-59
AN/SPG-59 — американский многофункциональный радар, разработанный для БИУС «Тифон», один из первых в мире радаров с фазированной антенной решёткой. Разработана Лабораторией прикладной физики Университета Джонса Хопкинса, изготовлением и сборкой комплектующих занималось Балтиморское отделение компании Westinghouse.
Разработка радара начата ВМФ США в 1958 году. Радар предназначался для поиска, сопровождения и наведения ракет. В декабре 1963 года разработка радара прекращена в связи с прекращением работ по проекту «Тифон».

## История
Целью проекта «Тифон» была разработка средств противодействия низколетящим скоростным противокорабельным ракетам, производство которых развернул СССР. В ЗРК первого поколения («Талос», «Терьер») использовался принцип наведения по лучу и полуактивного самонаведения, которые требовали специального радара (англ. illumination radar, радар подсветки цели), сопровождающего ракету в течение всего времени перехвата. Типичная установка ЗРК на крейсере имела 2–4 радара подсветки, что ограничивало количество одновременно обстреливаемых целей двумя-четырьмя. Возможности увеличения количества радаров были ограничены из-за их значительных размеров и жёстких требований к их размещению. Кроме того, каждый радар требовал отдельной полосы частот, что усложняло конструкцию приёмника на ракете.
Радар AN/SPG-59 совмещал в себе функции радара обзора и подсветки цели для всех находящихся в воздухе ракет. Таким образом, многочисленные радары подсветки заменялись одним радаром, хотя и очень большим по размерам. Мощность радара удалось уменьшить, используя вместо полуактивного самонаведения принцип «сопровождения через ракету» (англ. track via missile): отражённый от цели сигнал принимался приёмником ракеты и ретранслировался обратно на корабль.
При разработке радара возник ряд серьёзных технических проблем. Фазированная решётка состояла из большого количества независимых передающих элементов, что делало конструкцию дорогой и ненадёжной в эксплуатации. Потребляемая таким радаром мощность требовала носителя с атомной энергетической установкой. Из-за серьёзных технических проблем разработка радара вышла за рамки выделенного бюджета, и в декабре 1963 года работы над AN/SPG-59 были прекращены.
Прототип системы «Тифон» с радаром AN/SPG-59 был установлен на опытовом судне AVM-1 «Нортон-Саунд» в ноябре 1962 года на верфи в Балтиморе (шт. Мэриленд). Реконструкция была завершена в начале 1964 года, 20 июня 1964 года «Нортон-Саунд» вступил в строй и в течение нескольких месяцев проводил испытания системы «Тифон» в Чесапикском заливе. 15 июля 1966 года на верфи Лонг-Бич система «Тифон» была полностью демонтирована.

## Конструкция
В отличие от современных радаров с ФАР, где пространственная картина луча формируется с помощью управляемых фазовращателей, в радаре AN/SPG-59 использовалась линза Люнеберга, расположенная в надстройке корабля. Выбор этой технологии был обусловлен отсутствием в 1960-х годах компактных и надёжных фазовращателей диапазона C.
На поверхности линзы располагалось несколько тысяч (количество зависело от модификации) приёмных и передающих элементов. Когда один из передающих элементов формировал на поверхности линзы сферическую радиоволну, линза преобразовывала её в волну с плоскопараллельными фронтами, фазовая картина которой снималась приёмными элементами и транслировалась на сферический излучатель, расположенный на вершине колоколообразной надстройки. Таким образом, сферический излучатель формировал в пространстве луч, направление которого соответствовало положению на линзе излучающего элемента.
Отражённая волна принималась тремя сферическими приёмниками, расположенными по периметру надстройки и отстоящими друг от друга на 120° по азимуту. Сигналы с нескольких тысяч приёмников трёх антенн совмещались и подавались на линзу Люнеберга, которая фокусировала сигнал на одном из приёмных элементов, положение которого на поверхности линзы соответствовало положению цели в пространстве.
Разрабатывались три варианта радара: для крейсера с 10 000 антенных элементов, для фрегата с 3400 элементами и промежуточный вариант с 7000 элементов. В дальнейшем работы по промежуточному варианту были прекращены. 
Оба варианта радара были рассчитаны на управление одинаковым количеством ракет, однако крейсерский вариант обладал более высокой мощностью, которая позволяла ему управлять ракетами Typhon LR большой дальности, тогда как вариант для фрегата был рассчитан на ракеты Typhon MR средней дальности. Большее количество сопровождаемых целей обеспечивалось более мощным компьютером, установленным в крейсерском варианте радара.
Недостатком радара была небольшая апертура передающей антенны (около 1,2 м), которую приходилось компенсировать большой изучаемой мощностью. Пиковая мощность для крейсерского варианта радара достигала 200 МВт, при средней мощности 8,7 МВт
Тестовая версия радара испытывалась на опытовом судне AVM-1 «Нортон-Саунд» с июня 1964 года по июль 1966 года. Основной выявленной проблемой была низкая надёжность оборудования и большие потери мощности в аппаратуре обработки сигнала. 
Для компенсации потерь при формировании луча, между линзой Люнеберга и передающей антенной пришлось установить 356 усилителей на лампах бегущей волны, что не было предусмотрено первоначальным бюджетом.

## Характеристики
| Характеристика                                 | Вариант для крейсера | Вариант для фрегата |
| Состав аппаратуры                              | Состав аппаратуры    | Состав аппаратуры   |
| ---------------------------------------------- | -------------------- | ------------------- |
| Усилители                                      | 2700                 | 900                 |
| Формирователи сигнала                          | 10 800               | 3600                |
| Антенные элементы                              | 10 200               | 3400                |
| Количество сопровождаемых целей                |                      |                     |
| Интервал сканирования 4 c                      | 400                  | 120                 |
| Интервал сканирования 0,1 с                    | 33                   | 10                  |
| Резрешение по дальности, м                     |                      |                     |
| В режиме поиска                                | 6,0                  | 6,0                 |
| В режиме сопровождения                         | 0,6                  | 0,6                 |
| Мощность излучения, МВт                        |                      |                     |
| Пиковая                                        | 200                  | 67                  |
| Средняя                                        | 8,7                  | 2,9                 |
| Мощность одиночного усилителя, кВт             |                      |                     |
| Пиковая                                        | 74                   | 74                  |
| Средняя                                        | 3                    | 3                   |
| Дальность обнаружения цели, морских миль       |                      |                     |
| Цель с ЭРП 1 м², вероятность обнаружения 50%   | 165                  | 60                  |
| Цель с ЭРП 0,5 м², вероятность обнаружения 90% | 37                   | 15–18               |